# Оджона кон Санто Стефано
Оджо̀на кон Са̀нто Стѐфано (на италиански: Oggiona con Santo Stefano; на ломбардски: Ugiona cun Sastèven, Уджона кун Састевен) е община в Северна Италия, провинция Варезе, регион Ломбардия. Административен център е село Санто Стефано (на италиански: Santo Stefano), което е разположено е на 293 m надморска височина. Населението на общината е 4341 души (към 2017 г.).